# Fasciolopsis buski
Fasciolopsis buski är en plattmaskart. Fasciolopsis buski ingår i släktet Fasciolopsis och familjen Fasciolidae. Inga underarter finns listade i Catalogue of Life.

## Bildgalleri

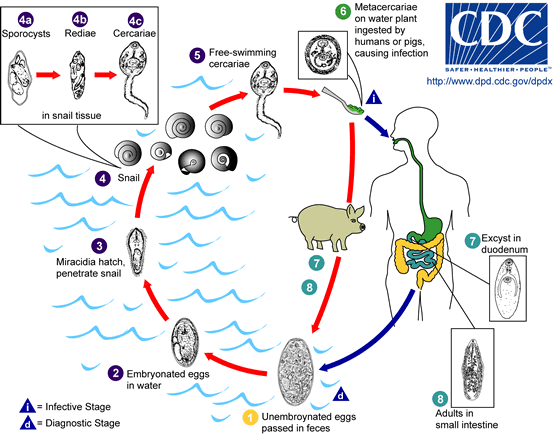
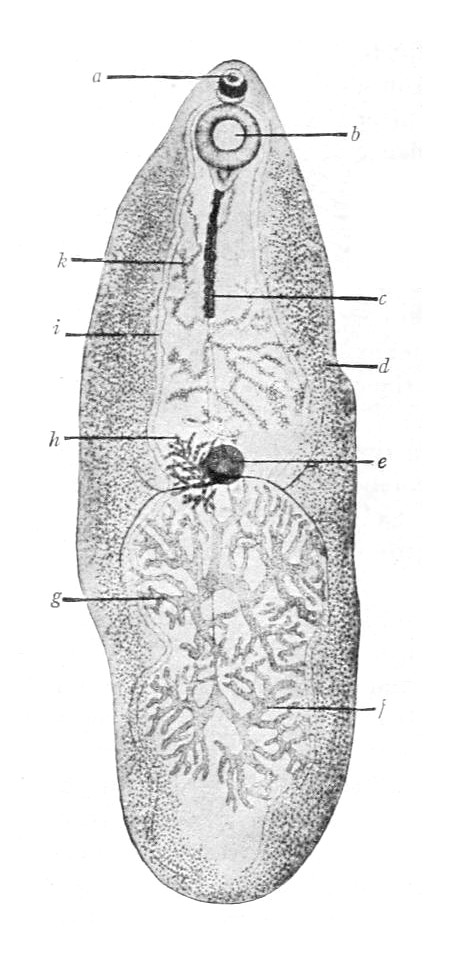